# Alessandro Vezzosi
Alessandro Vezzosi (* 1950 in Vinci) ist ein italienischer Kunstkritiker, Autor von Sachbüchern und Ausstellungskurator. Er ist der Gründer des Museo Ideale Leonardo da Vinci in  Vinci.
Vezzosi ist Accademico Ordinario der Accademia delle Arti del Disegno in Florenz.
Schwerpunkte seiner Publikationstätigkeit sind das Werk Leonardo da Vincis, die italienische Renaissance sowie italienische Gartenkunst. Er ist Autor zahlreicher Zeitschriftenaufsätze und Konferenzbeiträge sowie von Essays und Beiträgen in Sammelwerken und Ausstellungskatalogen. Außerdem hat er Essays über Architektur, Innenarchitektur, Kunsthandwerk und Gartenkunst verfasst. In der Frage der Urheberschaft von La Bella Principessa vertritt er die Position Martin Kemps, der die Zeichnung für ein Werk Leonardos hält.
Zusammen mit der Historikerin Agnese Sabato, einer Mitarbeiterin des Museo ideale, hat er ein Projekt der Erforschung der DNA Leonardo da Vincis in die Wege geleitet. 2018 ist der erste Band seiner Recherchen über Nachkommen von Leonardos Vater und Leonardos Onkel in einem italienischen Verlag erschienen.
Das Unternehmen wird von der Fachwelt eher mit Skepsis betrachtet.

## Museo Ideale Leonardo da Vinci

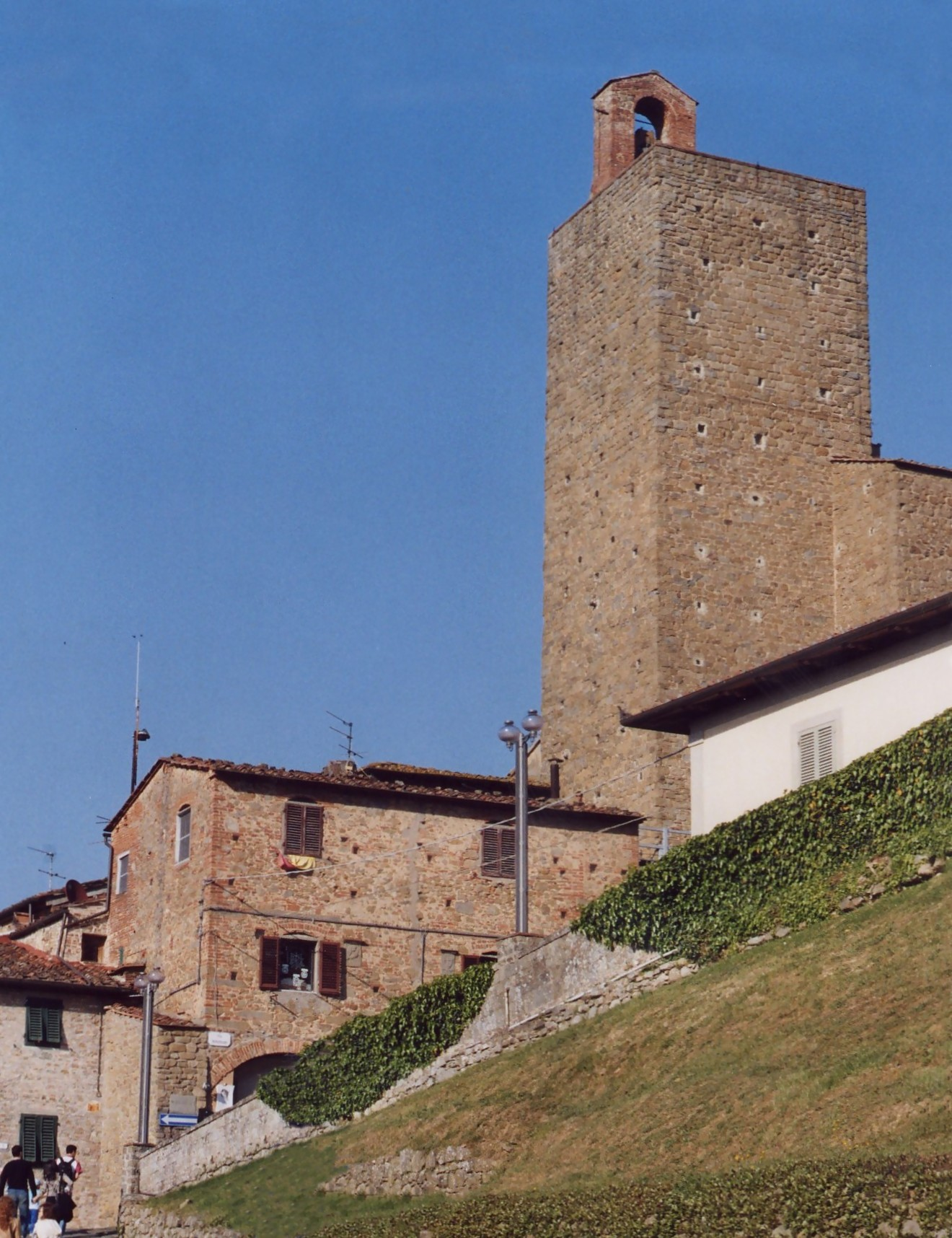
Turm des Castello dei Conti Giudi in Vinci

Vezzosi gründete 1993 das Museo Ideale Leonardo da Vinci mit Sitz im Castello dei Conti Guidi in Vinci, in dem sich bereits seit 1953 das Museo Leonardiano di Vinci befindet. Zu Vezzosis Idealmuseum gehören der im Entstehen begriffene Leonardo-Garten (Garden of Leonardo and of Utopia) und das Archivio Leonardismi. 2010 wurde das Museum wegen Restaurierung geschlossen und öffnete erst wieder am 12. April 2019.

## Ausstellungen (Auswahl)
- 1978: Vezzosi war Kurator der 6. Biennale Internazionale della Grafica d’Arte in Florenz.[4]
- 1986: Il giardino d’Europa. Pratolino come modello nella cultura europea. Catalogo della mostra, Firenze-Pratolino, 1986. (Natura & cultura).
- 1991: Leonardo da Vinci. Attualità e mito; aktualitás és mítosz; Kiállítás az Országos Széchényi Könyvtárban, 1991, Budapest, Budavári Palota1. Budapest Országos Széchényi Könyvtár. Ausstellungskatalog. OCLC 499369452. (italienisch, ungarisch)

## Schriften (Auswahl)
- Leonardo da Vinci. Arte e scienza dell' universo. Electa/Gallimard, Milano 1996, ISBN 88-445-0083-3.
- Leonardo da Vinci. Die Gemälde. Prestel, München 2018, ISBN 978-3-7913-8496-2.
- Mit Agnese Sabato: Il DNA di Leonardo. Band 1: Le origini. Angelo Pontecorboli editore, Firenze 2018, ISBN 978-88-99695-95-8.